# Pagaronia youngeouni
Pagaronia youngeouni är en insektsart som beskrevs av Kae Kyoung Kwon och Lee 1980. Pagaronia youngeouni ingår i släktet Pagaronia och familjen dvärgstritar. Inga underarter finns listade i Catalogue of Life.